# 前渡金
前渡金（まえわたしきん、ぜんときん, advances）は、勘定科目の一つ。前払金（まえばらいきん）ともいう。

## 概要
仕入等に先立って、相手方に金銭等を交付した場合に計上される勘定科目であり、貸借対照表上では流動資産として計上される（通常、正常な営業循環過程において生ずるため、一年基準の適用はない）。最終的には仕入の一部となることから、企業会計上あるいは法人税法上の外貨換算において通常の金銭債権とは異なる取扱いがなされている。
なお、この金銭等が一定の契約に従い、継続して役務の提供を受ける場合に、いまだ提供されていない役務に対して支払われた対価であるときは前払費用となる。

## 財務諸表等規則
財務諸表等規則15条11号では、「前渡金は商品、原材料等の購入のための前渡金をいう。ただし、破産債権、再生債権、更生債権その他これらに準ずる債権で一年内に回収されないことが明らかなものを除く」と規定する。また、同ガイドライン15-11では、「製品の外注加工のための前渡金を含む」と規定する。